# آلن هاردینگ
آلن هاردینگ (انگلیسی: Alan Harding؛ زادهٔ ۱۴ مهٔ ۱۹۴۸) بازیکن فوتبال اهل بریتانیا است.
از باشگاه‌هایی که در آن بازی کرده‌است می‌توان به باشگاه فوتبال لینکولن سیتی، باشگاه فوتبال هارتل پول یونایتد، و باشگاه فوتبال دارلینگتون اشاره کرد.